# Iitto
De Iitto (Iittojoki) is een rivier die stroomt in de Finse gemeente Enontekiö in de regio Lapland. De rivier ontspringt in het berglandschap in het noordwesten van Finland en stroomt om de Iittoberg. Vandaar stroomt ze naar het zuiden en belandt ze in de Könkämärivier. Volgens de Zweedse instantie SMHI voor waterhuishouding is ze 17570 meter lang. De rivier behoort tot het stroomgebied van de Torne. De monding van de Iitto staat aangegeven op de Europese weg 8.
Afwatering: Iitto → Könkämärivier → Muonio → Torne → Botnische Golf